# シャトーヌフ＝グラース
シャトーヌフ＝グラース （Châteauneuf-Grasse）は、フランス、プロヴァンス＝アルプ＝コート・ダジュール地域圏、アルプ＝マリティーム県のコミューン。地元住民は単にシャトーヌフと呼ぶ。

## 地理
village（村）と呼ばれる旧市街そのものは丘のてっぺんにあるが、コミューンの領域には他の丘や、1980年代に住宅や商店が増加した平らなプレ・デュ・ラックの台地も含んでいる。自治体内には多くの水源、泉があり、それを囲むようにプラタナスの木立があったり、イチジクの木が点在する。

## 由来
1153年春、アンティーブ司教とレランス修道院院長が和解したとき、オピオから自治を獲得したその土地の名をCastello Novoといった。他の文書ではCastrum de Castelloや、Castro Novoと記載されていた。
シャトーヌフ＝グラースの首長は、1954年のINSEEによる国勢調査の後に正式名称となったシャトーヌフ＝グラースを、『シャトーヌフ』にしようと強制している。この用語の使用は、郡庁所在地であるグラースの町やいくつかのコミューンで軌道に乗っている。

## 歴史

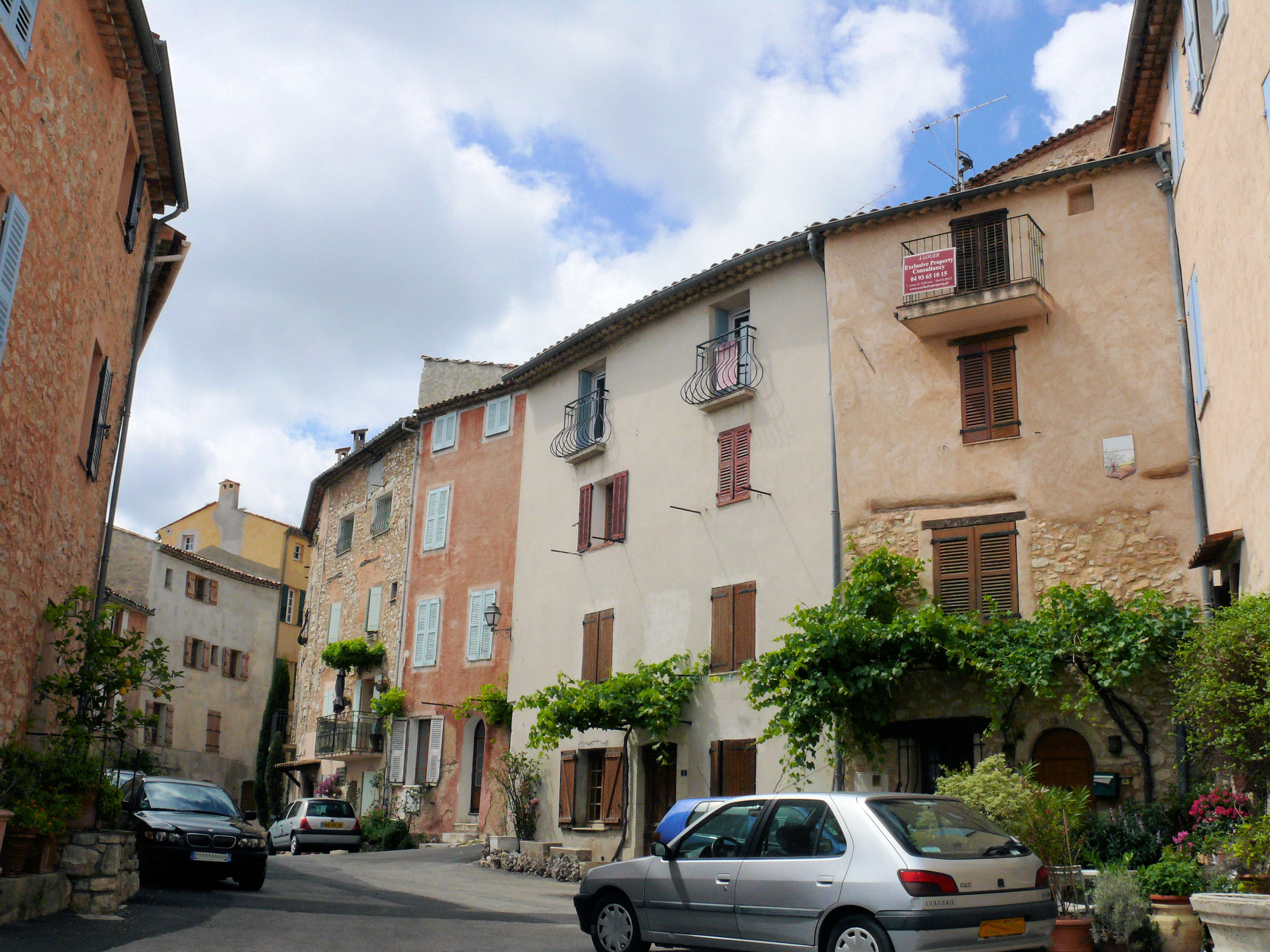
ヴィエイユ・メリー広場

12世紀、オピオ領主によって村がつくられた。領主は最も高い場所に城を建てた。そこは鉄器時代から既に古い城砦（catellaras）が存在していた。
オピオ住民はその後、グラースの侵攻から逃れるためシャトーヌフに定住するようになった。そしてこの地はシャトーヌフ＝ドピオ（Châteauneuf d'Opio）となった。困難の時代に特筆された出来事は、プロヴァンス東部をバルセロナ伯家が買収しプロヴァンス伯となったことである。ロメ・ド・ヴィルヌーヴが率いるプロヴァンス伯軍は1178年にオピオを占領した。1229年にシャトーヌフ＝ドピオがプロヴァンス伯のものとなった。シャトーヌフ＝ドピオは1257年にオピオから分離した。
1306年、シャトーヌフ＝ドピオ領主はグラース＝カブリ家が継承していた。その後婚姻によって1400年にラスカリ・ヴァンティミーユ家が継承した。17世紀からはピュジェ・ド・サン・マルク家が継承した。
村は16世紀に繁栄の時代を経験した。丘の頂上にある村は火事で破壊された。
シャトーヌフ住民と近隣コミューン住民との間に、ブリュスクの聖母巡礼をめぐる争いが起きた。特に1763年8月の争いが知られる。
1826年、ベルジエ集落の住民がシャトーヌフからの分離を求め、1830年にルレと合併した。

## 人口統計
| 1962年 | 1968年 | 1975年 | 1982年 | 1990年 | 1999年 | 2006年 | 2010年 |
| ------ | ------ | ------ | ------ | ------ | ------ | ------ | ------ |
| 1103   | 1278   | 1602   | 2128   | 2806   | 2968   | 3118   | 3245   |

参照元:1999年までEHESS、2000年以降INSEE

## 史跡
- ノートルダム・デュ・ブリュスク教会[4] - 11世紀の教会または礼拝堂。5世紀の教会を基礎としてできたバシリカの上にたっている。
- サン・マルタン教会[5] - 村を見下ろす場所に17世紀に建てられた。
- サン・セバスティアン礼拝堂
- ラ・トリニテ礼拝堂[6]

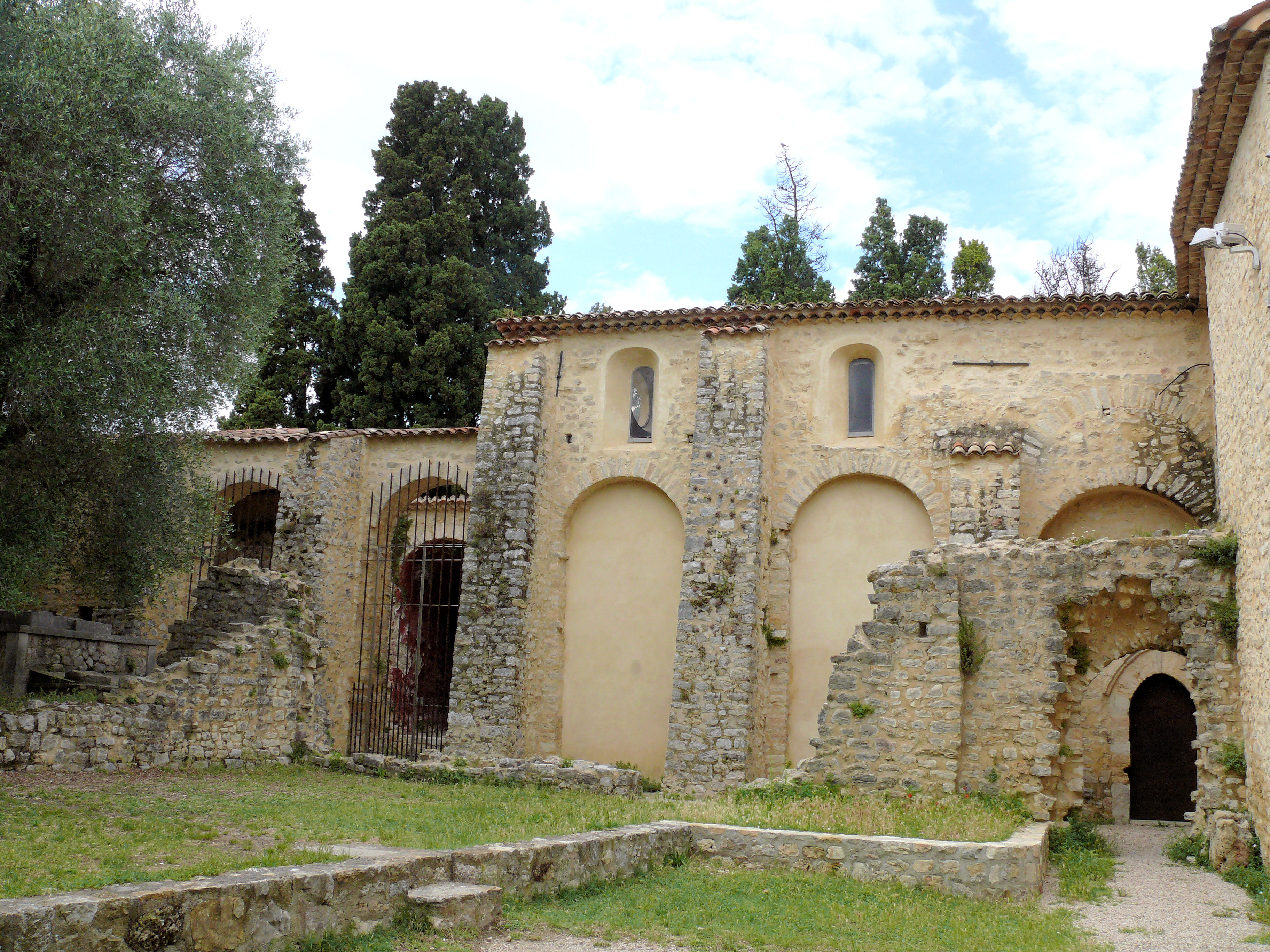
ノートルダム・デュ・ブリュスク
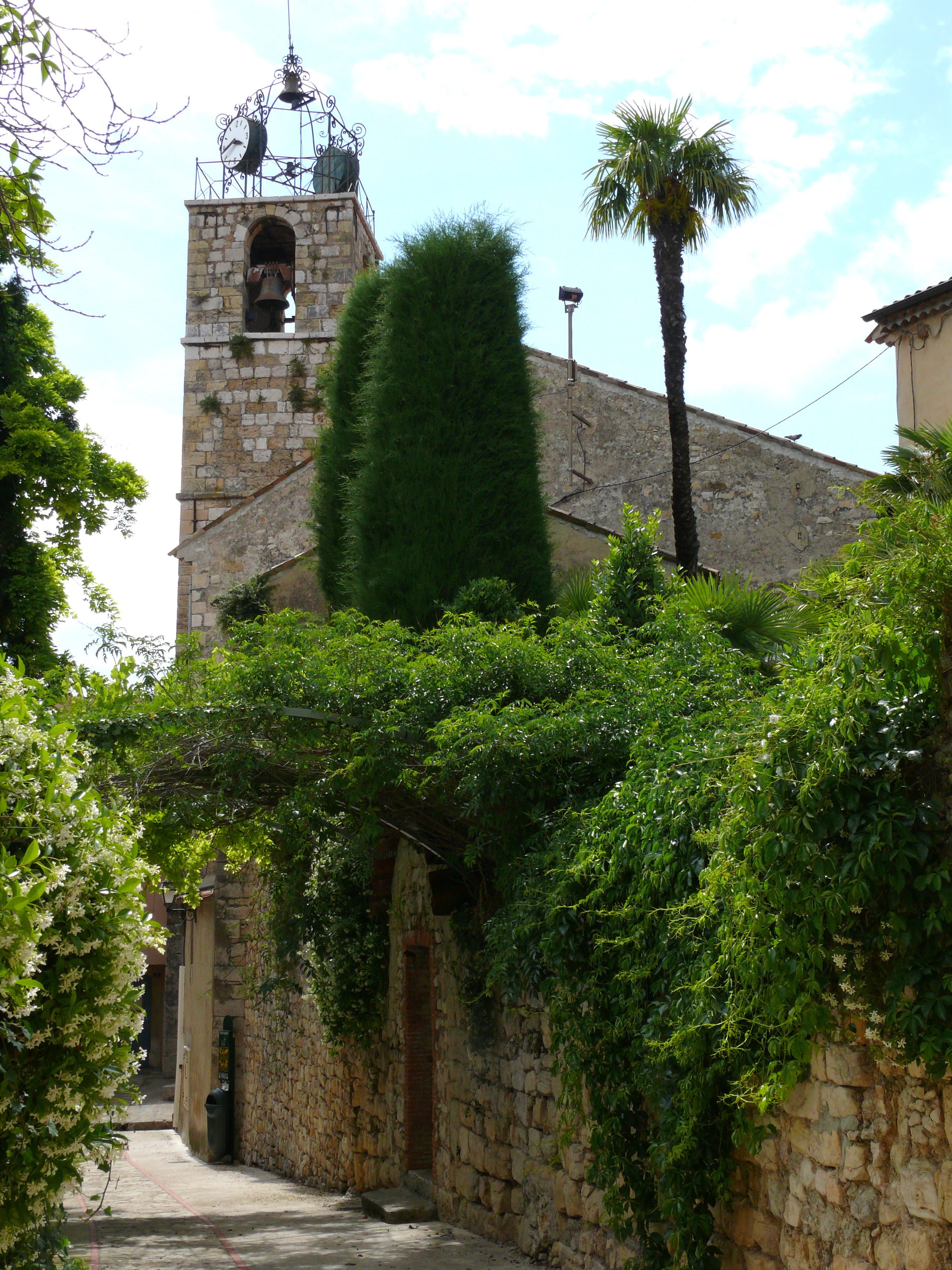
サン・マルタン教会

## ゆかりの人物
- カルースト・グルベンキアン - シャトーヌフ＝グラースで暮らし、死後埋葬された
- 前ベルギー王アルベールと前王妃パオラ - 別荘を所有